# 李宜潔
李宜潔（1970年8月8日—），樂生保留自救會長李添培的女兒。為讓樂生保留法通過，成為台聯不分區立委候選人。

## 參選經歷

### 2008年
列入台聯不分區立委名單。未當選。

### 2014年
台聯提名，參選新北市第七選區(樹林區、鶯歌區、土城區、三峽區)市議員，得票3,432票。落選。